# الراحة (أبو ظبي)
الراحة هي منطقة تجارية وسكنية وترفيهية مختلطة في أبو ظبي، الإمارات العربية المتحدة، وتقع بشكل أساسي في مدينة خليفة أ. كما تقع المنطقة بين أم النار ومطار أبو ظبي الدولي. تشمل الراحة قسمين رئيسيين، شاطئ الراحة وحدائق الراحة، وتضم إحدى عشرة منطقة فرعية: الزينة، وخور الراحة، والبندر، والسيف، والدانة، والرميلة، والزاهية، والليسيلي، والشليلة، والرزين، والثريا. تمتد منطقة شاطئ الراحة على مساحة 5.2 مليون متر مربع، ويمكن أن تستوعب 120.000 نسمة. 

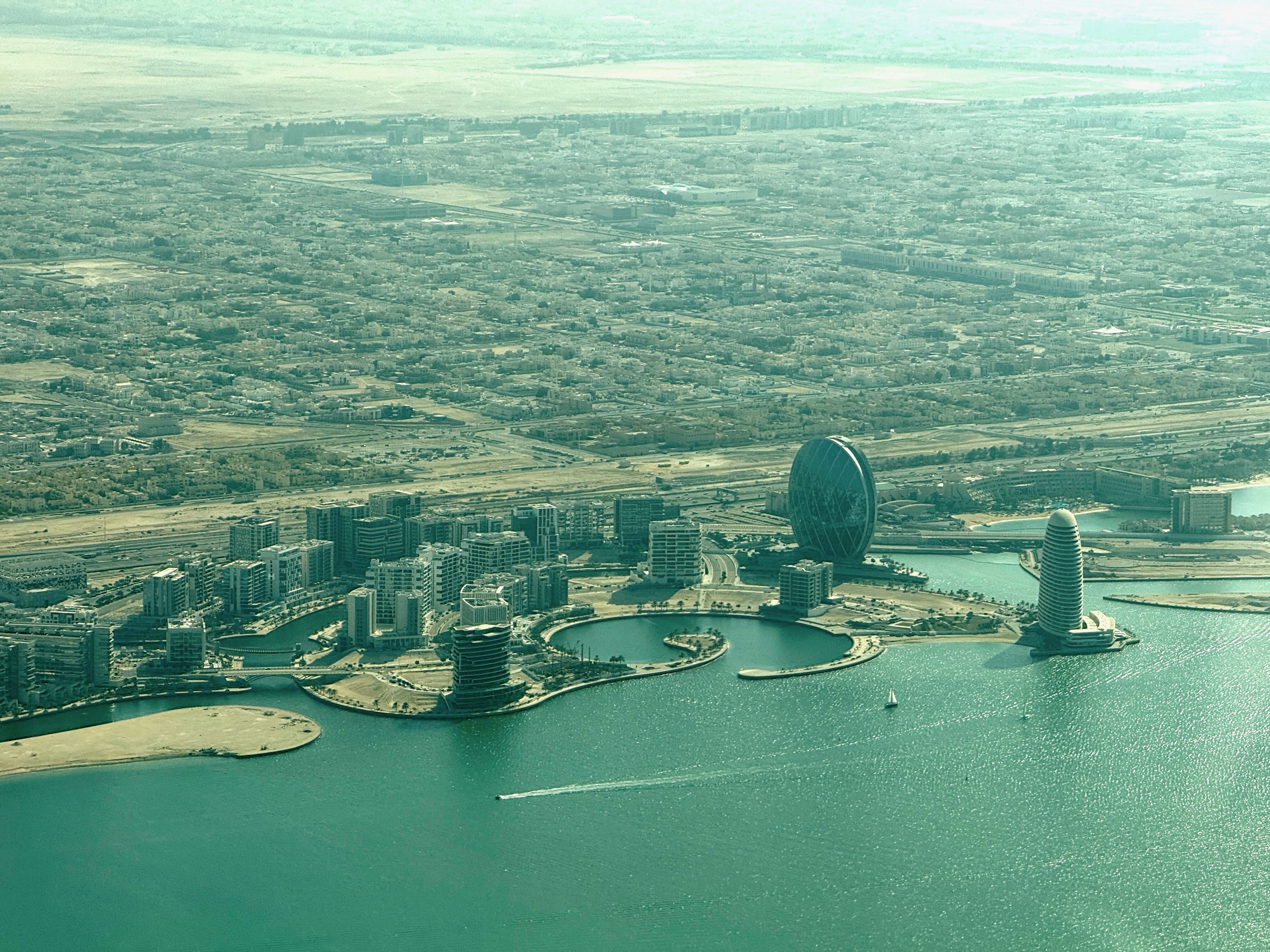
شاطئ الراحة

## الشاطئ
يقع شاطئ الراحة على طول الطريق السريع المؤدي إلى دبي، بجوار مطار أبو ظبي الدولي ومدينة خليفة وجزيرة ياس. تبلغ مساحته 5.2 مليون متر مربع ومن المخطط أن يستوعب 120.000 ساكن في أكثر من 3000 عقار. ومن بين المباني التجارية المقر الرئيسي للمطور. ومن المجتمعات الرائدة البندر والهديل والمنيرة والزينة. لكن الشاطئ لم يُفتح للجمهور منذ بدء البناء. 